# 畴人传
《畴人传》是中国清代阮元撰写的一部传记集，始编於1795年，1799年完稿。主要记载了中国十九世纪以前历代天文、历法、数学名家的生平事迹与主要学术成就。全书共46卷，总共记录了280位历算学家，其中也包含明末以降传入中国的各种外国天文、数学书籍中提及的37位外国科学家。

## 书名
《畴人传》中的“畴人”指的是算学家。中国古代的天文学和历法算学常常被归为同一类领域，统称为“历算”。历代朝廷有专门编制历法的官职，历算学问掌握在专门的家族之中，并且代代相传，称为“畴人”。“畴”本义为耕种用的田地，引申为家业代代相传之义。“畴人”即指家业代代相传的职人，引申为专掌天文历算的人，畴人传也因此为名:333。

## 背景
《畴人传》编写於十八世纪末，正是中国清代古典算学研究又一轮高峰之时。《畴人传》凡例中称“是編創始于乾隆乙卯，畢業于嘉慶己未”，即从公元1795年开始编写，1799年完书。阮元的学生李锐和周治平也参与了校对和编纂工作。此外阮元还得到了錢大昕、凌廷堪、谈泰、焦循等人的帮助。诸可宝《畴人传三编》的《阮元传》中记载“[阮元]嘉庆二年在浙，始与元和李茂才（李锐）商篡《畴人传》，至庚申岁（1800年）乃写定”。钱宝琮认为诸可宝的完稿年份不可信，但李锐开始参与编纂的年份可信:333。
《畴人传》的素材主要取自《二十四史》的本传部分，此外也在文澜阁《钦定四库全书》子部中天文算法类条目如《律曆志》、《天文志》、《儒林传》、《方技传》、《艺术传》、《术艺传》、《文学传》等。此外在专业成就论述方面则取材於传者的专著，如《夏侯阳算经》、《九數通考》、《周髀算經圖注》等，以及某些论及科学方面的论谈文章。

## 内容
全书共有四十六卷。前四十二卷记载了从黄帝到清朝乾隆年间的天文与历算学家（畴人），後四卷记载了明清以降传入中国的各类西洋数学书籍中出现的数学家。结构采取中国史书传统的纪传体形式。首先列明传主姓名字号、官职、略历等，正传中的经学诗文等其余方面不予介绍，只介绍天文历算方面的学术成就。
卷一
- 上古：羲和，常儀，臾區，伶倫，大撓，隸首，容成，重黎
- 唐：羲氏，和氏
- 夏：大章，豎亥
- 商：箕子
- 周：商高，榮方，陳子，孫子

卷二
- 漢：張蒼，司馬遷，落下閎，張壽王，耿壽昌，劉向，尹咸，許商，杜忠，乘馬延年，揚雄

卷三
- 後漢一：楊岑，李梵，賈逵，霍融，王充，張衡，虞恭

卷四
- 後漢二：劉洪，蔡邕，何休，鄭玄，徐岳，郄萌，趙爽

卷五
- 魏：高堂隆，韓翊，楊偉，劉徽，闞澤，陸績，王蕃，姚信，陳卓，葛衡

卷六
- 晉：杜預，劉智，束皙，葛洪，虞喜，王朔之，張邱建，夏侯陽
- 前趙：孔挺
- 後秦：姜岌
- 北凉：趙𢾺

卷七
- 宋：錢樂之，何承天，吴癸

卷八
- 齊：祖冲之

卷九
- 梁：祖暅之，崔靈恩，虞𠠎，庾曼倩
- 陳：朱史

卷十
- 後魏：晁崇，殷紹，崔浩，高允，公孫崇，李業興

卷十一
- 北齊：信都芳，宋景業，張子信，董峻，鄭元偉，張孟賓
- 周：明克讓，甄鸞，馬顯

卷十二
- 隋：庾季才，耿詢，劉祐，張賓，劉孝孫，張冑玄，袁充，劉焯，劉炫

卷十三
- 唐一：傅仁均，王孝通，崔善為，李淳風，瞿曇羅，南宮說，瞿曇悉達

卷十四至卷十六
- 唐二、三、四：一行（上、中、下）

卷十七
- 唐五：梁令瓚，韓穎，郭獻之，徐承嗣，徐昂，邊岡，曹士蔿

卷十八
- 後晉：馬重績
- 後周：王朴

卷十九
- 宋一：王處納，吴昭素，苗守信，韓顯符，史序，張奎，周琮

卷二十
- 宋二：沈括，衛朴，劉羲叟，孫思恭，黃居卿，蘇頌，韓公廉，姚舜輔

卷二十一
- 宋三：陳得一，劉孝榮，王普

卷二十二
- 宋四：楊忠輔，鮑澣之，李德卿，譚玉，陳鼎，秦九韶，楊輝

卷二十三
- 遼：賈俊
- 金：楊級，趙知微，耶律履，張行簡，劉道用，楊雲翼

卷二十四
- 元一：耶律楚材，扎瑪魯鼎，李冶，劉秉忠，張文謙，許衡，楊恭懿，王恂

卷二十五
- 元二：郭守敬

卷二十六至卷二十七
- 元三、四：李謙（上、下），齊履謙

卷二十八
- 元五：趙友欽，賈亨

卷二十九
- 明一：劉基，吴伯宗，元統，王褘，彭德清，貝琳，童軒，俞正己，吴昊，周濂，朱裕，鄭善夫，樂頀，華湘

卷三十
- 明二：唐順之，顧應祥，周述學，陳壤，雷宗，袁黃，周相

卷三十一
- 明三：朱載堉，朱仲福，范守己，邢雲路，魏文魁，程大位

卷三十二
- 明四：周子愚，李之藻，徐光啟

卷三十三
- 明五：李天經，王應遴，王英明，許胥臣，陳蓋謨

卷三十四至卷三十五
- 國朝（清）一、二：王錫闡（上、下），潘聖樟，弟耒

卷三十六
- 國朝三：薛鳳祚，楊光先，胡亶，游藝，揭暄，方中通，杜知耕，李子金，李長茂，徐發，黃宗羲

卷三十七至卷三十九
- 國朝四、五、六：梅文鼎（上、中、下，子以燕，孫成，曾孫鈖、鈁，弟文鼐、文鼏）

卷四十
- 國朝七：李光地（子鍾倫，弟鼎徵、光坡），閻若璩，秦文淵，張雍敬，孔興泰，袁士龍，毛乾乾（女婿 謝廷逸），沈超遠，年希堯，劉湘，陳萬策，楊作枚

卷四十一
- 國朝八：陳厚耀，惠士奇，陳訐，陳世仁，莊亨陽，顧長發，屠文漪，邵昂霄，許伯政，余熙，顧琮，何國宗，丁維烈，張永祚，王元啟

卷四十二
- 國朝九：江永，戴震，盛百二，錢塘，李惇，吴烺，褚寅亮，屈曾發，龔淪，厲之鍔

卷四十三
- 西洋一附：默冬，亞里大各，地末恰，依巴谷，多祿某，亞而封所王，歌白尼，西滿，麻日諾，未葉大，歐几里得，亞爾罷德，泥谷老，白耳那瓦，第谷，默爵，亞奇默德，德阿多西阿，若往訥白爾

卷四十四
- 西洋二附：利瑪竇，熊三拔，艾儒略，龐迪莪，龍華民，陽瑪諾，鄧玉函，羅雅谷

卷四十五
- 西洋三附：湯若望，南懷仁，紀利安，穆尼閣

卷四十六
- 西洋四附：奈端，噶西尼，戴進賢，杜德美，顏家樂，蔣友仁[5]

## 序言
自黄帝以至于今，凡二百四十三人，附西洋三十七人。大凡二百八十人，离为四十六卷，名曰畴人传。综算氏之大名，纪步天之正轨。质之艺林，以谂来学，裨知术数之妙，穷幽极微，足以纲纪群伦，经纬天地。乃儒流实事求是之学，非方技苟且干禄之具。有志乎通天地人者，幸详而览焉。

## 凡例
专取步算一家，其以妖星、晕珥、云气、虹霓、占验吉凶及太一、壬遁、卦气、风角之流，涉于内学者，一概不收。
言天者，古有周髀、宣夜、浑天三家，魏晋间又有昕天、穹天、安天之论，皆录入。于仪器、制度特详。凡通九九之术者，俱得列。
凡所叙录，其议论行事，但取其有关步算者。
其著作发明数学者，无论存佚未见，一一详载。

## 评价
由于当时西方传教士凭借着西方较为先进的数学知识得到主政者的倚重，在历算方面的话语权有压制中国历法相关人士的趋势，甚至以此为传播西学乃至传教的理由。阮元编纂《畴人传》，也有传扬中国算学，与西方学说抗衡之意。书中认为明代後期传教士在算学理论上超越了中国算学家，是因为明代算学式微，“空谈性命，不务实学”造成的。因此需要对自古以来的算学历史做系统整理，重现中华算学历史上的先进成就。
钱宝琮认为，尽管《畴人传》集录了历代各家畴人的生平与成就，推动了当时科学研究的风气，但阮元在书中对古代历算学家的成就与贡献过分推崇夸大，出现了不少不符史实的描述与观点。例如《畴人传》凡例中称：“读者因流溯源，知後世造术密于前代者，盖集合古人之长而为之，非後人之知能出古人上也。”（读者延寻着本书的线索追溯源流，可以知道后世的算学技术比前代更丰富，是因为集合了古代人的长处而造出来的，并不是说后来的人的智慧比古人更高）。又如“西法實竊取于中國，前人論之已詳。地圓之說，本乎曾子。九重之論，見于《楚辭》。凡彼所謂至精極妙者，皆如借根方之本為東來法，特譒譯算書時不肯質言之耳。”（西方的数学其实是窃取自中国的，前人对此已经有详细论断。比如地圆说本来源自曾子；九重天的论断可以见于《楚辞》。而西方所谓的十分精妙的学说方法，都与借根方法一样，本来是从东方传过去的，只不过西方人翻译算书的时候不肯据实而说罢了）。此外书中还认为欧洲古代天文学中的“三角八线”指的是《周髀》中的勾股之说；杜德美的割圆法与郭守敬的垛积招差法相类似，是後者流入西方而被西方学者重新发现而已，等等。这些论点过于推崇古人成就，过多地将西方数学的成就归于从中国流入西方的“东来法”，反映出阮元身为当时士大夫阶层的优越感和因此造成的局限性:333。

## 续作
- 《畴人传续编》，与阮元同时期的罗士琳所著，记载了《畴人传》漏记以及其定稿後至1840年中的44位数学家。
- 《近代畴人著述记》，华世芳（华蘅芳胞弟）所著。
- 《畴人传三编》，诸可宝著。
- 《畴人传四编》，黃鍾駿著。

现代出版社有单独出版《畴人传》，也有将《畴人传》与其中一些续作合编，使用类似的称呼。如《疇人傳彙編》等。